# Christian Broadcasting Network
Christian Broadcasting Network (CBN), або Сі-Бі-Ен — американська консервативна християнська релігійна телерадіокомпанія. Заснована телеєвангелістом Петом Робертсоном в 1961 році. Програми CBN щодня виходять в ефір у 140 країнах та транслюються більш ніж 40 мовами.
Телекомпанія CBN має представництва в країнах Східної Європи. В Україні діяльність CBN здійснює Міжнародна громадська організація «Асоціація милосердя "Еммануїл"» під брендом CBN Emmanuil.